# Kanton Vavincourt
Kanton Vavincourt (fr. Canton de Vavincourt) byl francouzský kanton v departementu Meuse v regionu Lotrinsko. Tvořilo ho 11 obcí. Zrušen byl po reformě kantonů 2014.

## Obce kantonu
- Behonne
- Chardogne
- Érize-la-Brûlée
- Érize-Saint-Dizier
- Géry
- Naives-Rosières
- Raival
- Resson
- Rumont
- Seigneulles
- Vavincourt